# 牟子理惑論
『牟子理惑論』（ぼうしりわくろん）とは、仏教の中国伝来当初の後漢代に撰せられたと言われる論書である。理惑論とは、「惑いを理（おさ）める論」の意である。また、古写本等から、本来は『治惑論』であったのを、唐の高宗の諱である治を避諱して『理惑論』になったとする説がある。『弘明集』巻1に収録されている。
作者の牟子は、霊帝崩御後の動乱を避けて交阯に赴き、蒼梧に戻って結婚したが、仕官せず、母の喪にあったのを契機として仏道に志したという。また、老子五千文も兼修し、理惑論を著したという。
本書の成立は、その内容からいって、三国以後のこととされる。ただ、陸澄撰『法論目録』に本書が著録されているので、下限は南朝宋の明帝（在位466年 - 472年）の時期ということとなる。

## 構成
構成は全体で37章からなる問答体によっている。
1. 仏の生国、所領、行跡、風姿、名称について
2. 道とは何か
3. 牟氏の道が五経に説く道と異なっている由縁
4. 仏典が膨大な文量である由縁
5. 仏典を要約できない理由について
6. 古の聖人たちが仏を知らなかった由縁
7. 仏の相好について
8. 仏道が孝の倫理に背反している点について
9. 僧たちの不孝について
10. 僧たちの服装について
11. 三公や周公・孔子の説は尊ぶに足りないのか
12. 輪廻について
13. 孔子が鬼神は語らずと述べている点について
14. 中華の民が夷狄の教えを学ぶのかという点について
15. 布施の不孝である点について
16. 僧たちの破戒について
17. 布施の功徳について
18. 仏典の比喩表現について
19. 持戒の生活に楽は無いのではないか
20. 崇高な仏典を、どうして宮中等の場で君親に対して談じようとしないのか
21. 明帝の感夢求法説話
22. 不言実行の有徳の僧が見られないのは、どうしてか
23. 崇高な仏典の文章に対して、世の学者たちが非難するのは何故か
24. 中華の経書の言葉で仏典を解釈するのは詭弁ではないのか
25. 牟氏が見識を広くした術は何か
26. 牟氏はここでの質問に対して、仏典ではなく、経書を引用して答えている。なぜか
27. 都の洛陽の書庫や学校でも耳目にしなかった仏教に専心されるのは、なぜか
28. 経書の文言によって仏教について語るのは、やはりおかしなことである
29. 神仙たちの説く教え（道教）は、仏教と同じなのか
30. 道教と仏教の戒の相違について
31. 道教の辟穀の効用について
32. 道士たちの医術を僧たちも用いないのか
33. 道は無為という点において一致するのではないか
34. 道教の偽妄であることを非難しながらも、異域の仏教を信ずる根拠について
35. 西域の仏僧たちは、質問者の問いに答えられなかった。牟氏のみ言を翻さないのは何故か
36. 道教の恬淡な生活には、仏教も及ばないのではないか
37. 道士たちは、古の聖人たちも不老不死を得たと主張するが、仏教では死を否定しないのか

## 翻訳
- John P. Keenan, How Master Mou Removes Our Doubts: A Reader-Response Study and Translation of the Mou-Tzu Li-Huo Lun, State University of New York Press, 1994.
- Béatrice L'Haridon, Dialogues pour dissiper la confusion, Les Belles Lettres, 2017.